# Crèvecœur-en-Auge
Crèvecœur-en-Auge település Franciaországban, Calvados megyében. Lakosainak száma 475 fő (2018. január 1.). Crèvecœur-en-Auge Notre-Dame-de-Livaye, Notre-Dame-d’Estrées, Saint-Laurent-du-Mont, Saint-Loup-de-Fribois, Notre-Dame-d'Estrées-Corbon és Cambremer községekkel határos.

## Népesség
A település népességének változása:
| Lakosok száma | 537  | 489  | 515  | 554  | 502  | 515  | 516  | 519  | 480  | 475  |
|               | 1968 | 1975 | 1982 | 1990 | 1999 | 2011 | 2013 | 2015 | 2017 | 2018 |